# ماري بوزير
ماري جين ريتشاردس دينمان (بالإنجليزية: Mary Bowser)‏ كانت جاسوسة لاتحاد الولايات خلال فترة الحرب الأهلية. وكانت أَمَةً أمريكية سابقة وعملت بارتباط مع إليزابيث بيت فان ليو. ويشار إليها غالبا باسم ماري بوزير رغم عدم وجود سجلات تذكر استخدامها هذا الاسم. وفقا للمؤرخة والمؤلفة لويس ليفين معظم ما هو مزعوم عن هذه الشخصية غير حقيقي،والتركيز على تجسسها في الحرب الأهلية فقط فيتم تجاهل قضايا أكبر عن العرقية في أمريكا.

## سنواتها المبكرة
ولدت ماري قرب ريتشموند، فرجينيا، واستعبدتها منذ ولادتها إليزا بيكر فان لو وجون فان لو (أبوي بيت) وعائلتهما الأكبر.
أول سجل يذكرها هو تعميدها باسم ماري جين في كنيسة القديس جون في ريتشموند في 17 أيار 1846. يشير تعميد ماري جين في كنيسة عائلة فان لو، بدلا من الكنيسة المعمدانية الإفريقية الأولى في ريتشموند، المكان الذي عمد فيها باقي عبيد عائلة فان لو، إلى أن أحدا في عائلة فان لو كان له اهتمام خاص بماري. وفي وقت ما بعد تعميدها مالبث بيت فان لو أن أرسلها شمالا إلى مدرسة في برينستون نيو جيرسي، أو فيلاديلفيا بنسلفانيا.
في عام 1855 ذهبت ماري إلى ليبيريا في غرب أفريقيا، للانضمام إلى مجتمع المبشرين المسيحين، وقد رتبت إليزابيث فان لو الأمر. وبحلول ربيع 1860، عادت ماري إلى ريتشموند.

## الحرب الأهلية الأمريكية
كتبت إليزابيث فان لو في إحدى صفحات مذكراتها المؤرخة بتاريخ 14 أيار 1846:
«عندما فتحت عيني في الصباح قلت للخادمة» ما الأخبار يا ماري؟«وهي لم تفشل يوما! فبالعموم الغالب أكثر اخبارنا موثوقية نأخذها من الزنوج وهم يظهرون الحكمة حقا والفطنة والتعقل، وهو أمر رائع.»
في يوم 16 نيسان 1861 تزوجت ماري من ويلسون بوزير وأقيمت المراسم في كنيسة القديس جون بعد أربعة أيام من فتح القوات الكونفدرالية النار في معركة فورت سمتر وهي المعركة الأولى في الحرب الأهلية الأمريكية. وكان عمر الزواج قصيرا نسبيا، وبنهاية الحرب عادت لاستخدام اسم عائلتها ريتشاردس.
خلال الحرب شاركت ماري بحلقة التجسس السرية الموالية للاتحاد والتي نظمتها إليزابيث فان لو ورغم أن العديد من المصادر ركزت بشكل مفرد على جرأة اختراقها للبيت الأبيض الكونفدرالي، وذلك بصفة كونها أَمَةً «لخدمة» عائلة جيفرسون ديفيز، فهذا كان نشاطا واحدا فقط من نشاطاتها الموالية للاتحاد التي شاركت فيها مع غيرها من الأفارقة الأمريكيين.ومن المحتمل أن قادة الاتحاد العسكريين مثل ألفريد تيري وإدوارد  أورد والكولونيل إس إتش روبرتس قد استفادوا من عملها. ورغم أن المعلومات الاستخباراتية التي جمعتها غير معروفة،فإن قيمة حلقة التجسس هذه أشار إليها الجنرالات بنجامين بوتلر ويوليس إس غرانت وجورج إتش شارب.

## حياتها بعد الحرب
حتى بعد أيام قليلة من سقوط ريتشموند، عملت ماري آنسة لتعليم العبيد السابقين في المدينة.
ألقت محاضرتين على الأقل في الشمال عام 1865 عن تعليمها وسفرها إلى ليبيريا ومآثر زمن الحرب. وفي أيلول ادعى مراسل انها هي وخطيبة البيت الأبيض السياسية البيضاء المشهورة آنا ديكنسون ربما بالفعل، قد يخلط بينهما على أنهما توأمان"، من المحتمل أنه يشير إلى غرابة امرأة تتحدث عن مسائل سياسية أمام الجموع. وخلال إلقائها محاضرتيها في نييورك، حمت شخصيتها الحقيقية باسم مستعار وهو ريتشمونيا ريتشاردس في الكنيسة المعمدانية الإثيوبية في مانهاتن في 11 أيلول، واسم ريتشمونيا ر. إس ت. بيير بعد أسبوع أو اثنين في الكنيسة الأسقفية الميتودية الأفريقية في شارع بريدج في بروكلن. ومن الممكن إيجاد المزيد من المعلومات عن ماري بالبحث في أوراق السود في الشمال خلال القرن 19 عن ذكر لمزيد من محاضراتها.
أسست مستخدمة اسم ماري جي ريتشاردس مدرسة للمحررين من العبودية في سانت ماريس، جورجيا، في أوائل عام 1867. وقدمت مدرستها خدمات للطلاب في النهار، ولطلاب بالغين في الليل، ولطلاب مدرسة الأحد، وعلمتهم كلهم بنفسها.
وفي رسالة في حزيران1867 إلى مدير التعليم المسؤول عن مكتب جورجيا للمحررين من العبودية، طلبت أن يتعامل معها باسم السيدة ماري جي آر غارفين. ويمكن أن تتضمن رسالة أخرى أنها عزمت على لحاق زوجها الجديد في غرب الإنديز بعد إغلاق مدرسة سانت ماري، ولكن ذلك لم يؤكد بعد. وبعد ذلك التاريخ، لا يوجد أي سجل يذكر استخدامها اسم غارفين، وحتى عام 2019، لم يتمكن المؤرخون من تقفي أثر أي شيء عن حياتها اللاحقة.
وفي تشرين الثاني 2018 اتصلت إيمي باين وهي مختصة بالتاريخ الأمريكي في مزادات كوان في سينسيناتي، أوهايو، بالمؤرخة لويس ليفين بخصوص رسالة تاريخها 1870 وموقعة باسم م. ج. دينمان، والتي اعتقدت أنه من الممكن أن تكون ماري كتبتها إلى بيت فان لو. وقد تعرفت ليفين على خط ماري الأَمَة والجاسوسة السابقة، ولكن بعد أشهر من البحث في الأرشيف استطاعت أن تثبت أن السيدة م. ج. دينمان هي نفسها ماري جين رتشاردس. وبناء على معلومات تم معرفتها من هذه الرسالة ومن غيرها من الوثائق التي حددتها كنتيجة عن الرسالة، تقول ليفين مؤلفة الرواية التي نالت استحسانا كبيرا «أسرار ماري بوزير» بأنها تكتب الآن كتابا غير قصصي عن ماري جين ريتشاردس دينمان الحقيقية.

## ادعاءات غير صحيحة ولا أساس لها
صورة افترض سابقا أنها لماري بوزير. وقد التقطت لماري بوزير مختلفة عام 1900، بعد ثلاثة وثلاثين عاما بعد آخر سجل معروف عن ماري ريتشاردس بوزير. من المحتمل أن المرأة في الصورة لم تكن قد ولدت بعد أو كانت صغيرة جدا خلال الحرب الأهلية.
وبالإضافة إلى سوء استخدام اسم «بوزير» قامت بعض الادعاءات في تقارير مزعومة عن هذه الشخصية وهي غير مدعومة بأدلة أو غير صحيحة. ومعظمها عبارة عن تحسينات لمقال مجلة هاربرز الشهرية في حزيران 1911، وهو المنشور المعروف الأول عن اسم بوزير الخاطئ. ولسوء الحظ فإن عددا من المنشورات الحديثة من بينها مصادر مرموقة مثل برنامج «ناو» مع بيل مويرز والراديو الوطني العام والواشنطن بوست أعادت نشر هذه الادعاءات الكاذبة رغم نيتهم على بأن لا يكونوا خياليين.
- لا يوجد دليل أن فان لو أو ريتشاردس كانوا في جماعة الأصدقاء المسيحية «كواكرز» كما يدعى أحيانا، ولا يعرف أين ارتادت ريتشاردز المدرسة.
- «الفتاة الملونة ماري» التي شاركت في حلقة التجسس يدعى بأنها تملك ذاكرة صورية في وثيقة تدعى «ذكريات توماس ماكنيفين ونشاطاته في ريتشموند خلال الحرب الأهلية الأمريكية». ويشك المؤرخون في دقة الوثيقة ومن بينهم إليزابيث ر. فارون مؤلفة «السيدة الجنوبية، جاسوسة يانكي» وهي سيرة ذاتية لفان لو.[10]
- رغم أنها استخدمت أسماء مستعارة متعددة، لم يكن اسم إيلين بوند من بينها.[4]
- لم تحاول ريتشاردس على الأرجح أن تشعل النار في البيت الأبيض الكونفدرالي والفرار من ريتشموند في أوائل عام 1865، لأنها كانت ماتزال هناك في نيسان 1865 تعلم العبيد المحررين حديثا. كما أنه لم يتم تهريبها خارج المدينة إلى فيلا ديلفيا في حمل لعربة سماد خلال الحرب.
- قال أحد أفراد عائلة بوزير لمراسل الراديو الوطني العام بأن العائلة خلال الخمسينيات رمت عن غير قصد كتابا ربما احتوى يوميات ماري خلال الحرب.[16] لكن لا يمكن تأكيد وجود مثل هذه اليوميات، فمن غير المرجح أن تحتفظ جاسوسة بمثل هذه الوثيقة الخطيرة. أو أن عائلة بوزير تناقلتها من جيل إلى جيل، مبينة كم كانت مدة زواجها من ويلسون بوزير قصيرة.
- نسبت صورة أخرى لامرأة أخرى اسمها ماري بوزير للجاسوسة ماري ريتشاردز بشكل خاطئ.[12]